# Заборье (Львовская область)
Заборье (укр. Забір'я) — село в Рава-Русской городской общине Львовского района Львовской области Украины.
Население по переписи 2001 года составляло 1311 человек. Занимает площадь 21,52 км². Почтовый индекс — 80313. Телефонный код — 3252.